# Chronische idiopathische axonale polyneuropathie
Chronische idiopathische axonale polyneuropathie (CIAP) is een aandoening van meerdere perifere zenuwen, vandaar het woord "polyneuropathie". Het woord "axonale" geeft aan dat niet de omhulling van de zenuwvezel, de isolatielaag of myelineschede, maar de zenuwvezel zelf, het axon, wordt aangetast. De ziekte  is van lange duur, dat verklaart het woord  "chronisch".  Het tweede woord in de naam, "idiopathisch",  geeft aan dat de oorzaak van de ziekte niet bekend is. De diagnose wordt dus pas gesteld als andere mogelijke oorzaken van polyneuropathie, zoals diabetes mellitus, vitaminetekort, alcoholgebruik of erfelijke factoren zijn uitgesloten.

## Verloop
De eerste klachten ontstaan vaak doordat de sensibele vezels zijn aangetast. Daardoor vermindert of verandert  het gevoel in de voeten en de onderbenen. Het gaat dan om tintelingen, een doof gevoel en soms ook pijn. Later kunnen ook de  motorische vezels mee gaan doen, met als gevolg het zwakker worden van de spieren. Lopen en staan gaan moeilijker, door de zwakte van de voetheffers ontstaan klapvoeten. Soms, maar lang niet altijd, kunnen ook de handen en de armen mee gaan doen in het ziekteproces.

## Behandeling
Belangrijk is dat de revalidatiearts betrokken wordt bij de behandeling. Deze kan eventueel ook de fysiotherapeut en de ergotherapeut inschakelen. Spierzwakte en klapvoeten kunnen verholpen worden door versteviging van de onderbenen. Soms wordt daarbij een peroneusveer gebruikt, maar ook aangepaste schoenen zijn mogelijk, waarbij aan de achterkant van de schoen voor extra stevigheid wordt gezorgd.

## Voorkomen
Ondanks uitgebreid aanvullend onderzoek kan bij een deel (tot ongeveer 30%) van de patiënten geen oorzaak voor de axonale polyneuropathie worden gevonden. De debuutleeftijd van deze axonale polyneuropathie zonder onderliggende oorzaak, ook wel chronische idiopathische axonale polyneuropathie genoemd, ligt rond het 60e levensjaar. Het komt evenwel in alle leeftijds-groepen voor.